# 캐스팅보트 (플랫폼)
캐스팅보트(castingvote)는 캐스팅 디렉터 업무를 기반으로 기획되었다. 아티스트 및 연예인 지망생, 매니지먼트, 제작진으로 구성된 캐스팅 플랫폼이다.
현직 캐스팅 디렉터들이 플랫폼 내에서 오디션 및 캐스팅을 진행하고 있어, 기존 아티스트와 배우 지망생들에게 오디션 및 출연 정보, 오디션 지원과 캐스팅 과정을 실시간으로 확인할 수 있도록 하였다. 오프라인에서 겪는 여러 가지 어려움을 온라인을 통해서 투명하고 실질적인 정보, 공정한 기회를 제공하는 새로운 캐스팅 플랫폼이다.

## 소속 캐스팅 디렉터
곽동우, 김량현, 김우종 , 김추석, 박병철, 박부성, 이상길, 이충선, 주영환